# マイアミ・シークアリウム・スペースレール
マイアミ・シークアリウム・スペースレール（英: Miami Seaquarium Spacerail）は、アメリカ合衆国フロリダ州マイアミのビスケーン湾にある、バージニア・キー島の南西に位置するマイアミ海洋水族館にかつてあった懸垂式モノレールである。北アメリカにおける初の懸垂式モノレールであった。
駅が1つしかなかったため、交通機関向けでなく遊戯施設としての扱いであった。車窓からは水族館の展示物および建物だけでなく、マイアミのスカイラインをも眺めることができた。路線形状は単線一方通行の環状線で、反時計回りに平均速度9.7 km/h (6 マイル毎時) で運行しており、自動閉塞を用いた信号システムを使用していた。
車両は計6両を保有し、通常時は5両が運用された。登場時の車両には魚にちなんだ愛称が付けられ、車体形状も独特なものであったが、1978年に長方形車体の車両に更新され、車両の愛称もなくなった。
1991年に水族館が拡張されることになっていたが、この時期にはモノレールの目新しさは失われており、利用者数も減少していた上に運営体制も労働集約的で時代遅れなものでもあった。駐車場と水族館の間をアクセスする路線として活用する案も出されたが、拡張された施設が車窓風景を遮ること、双方向に運行できない一方通行の路線設計も相まって、最終的にモノレールは廃止され撤去された。車両は保管され倉庫として使用されているが、保存を求める複数の要望が上がっている。